# 한국문화예술위원회
사단법인 한국문화예술위원회(韓國文化藝術委員會, Arts Council Korea)는 문화예술 진흥을 위한 사업과 활동을 지원하는 문화체육관광부 산하 공공기관이다. 본부는 전라남도 나주시 빛가람로 640 (빛가람동)에 위치하고 있으며, 약칭으로는 예술위, ARKO를 사용한다.
단체의 목적은 예술의 자생력을 신장시키고, 예술 창조를 견인하며, 예술적 융성과 사회생산력의 신장을 동시에 발전시켜 예술시장의 생산력을 확보하는 것과, 궁극적으로 국민 모두가 문화예술이 주는 창조적 기쁨으로부터 소외되지 않도록 하는 것이다. 이를 위해 문화예술진흥기금을 운영하고 있다.

## 설립 근거
- 문화예술진흥법[1]

## 연혁
- 2005년 9월: 한국문화예술위원회 출범식(9.29)

## 조직

### 위원장

#### 사무처장

##### 경영전략본부
- 기획조정부
- 정책혁신부
- 인재성장부
- 경영지원부

##### 예술창작본부
- 지원총괄부
- 문학지원부
- 시각예술부
- 공연예술부

##### 예술확산본부
- 지역협력부
- 문화예술후원센터
- 문화누리부
- 아르코예술기록원

전략사업본부
- 전략개발팀
- 국제교류부

예술극장
- 극장운영부
- 무대기술부

미술관
- 미술관운영부

예술인력개발원
- 예술인력양성부
- 일자리기획팀

## 같이 보기
- 김정헌 (예술인): 전 한국문화예술위원회 위원장